# 訃報 2008年1月
訃報 2008年1月（ふほう 2008ねん1がつ）では、2008年1月中に物故した、又は物故が報じられた人物についてまとめる。

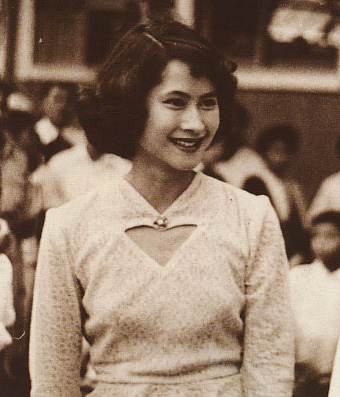
ガラヤニ・ワッタナー／1月2日没

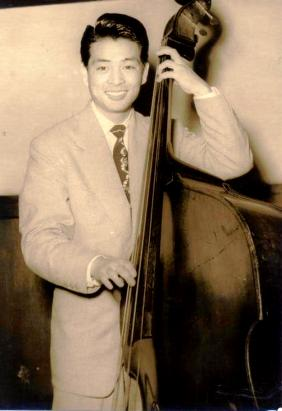
小野満／1月2日没

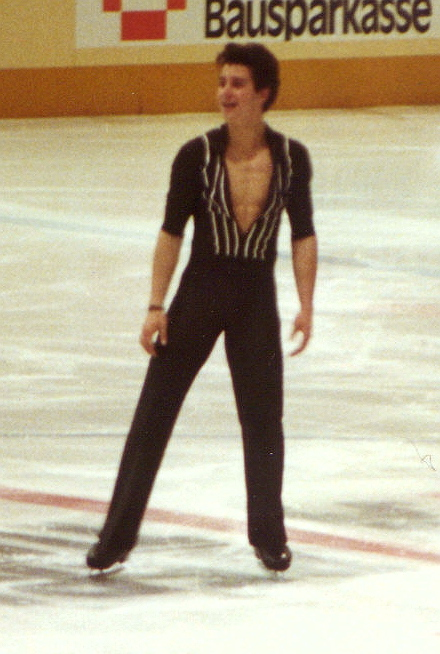
クリストファー・ボウマン／1月10日没

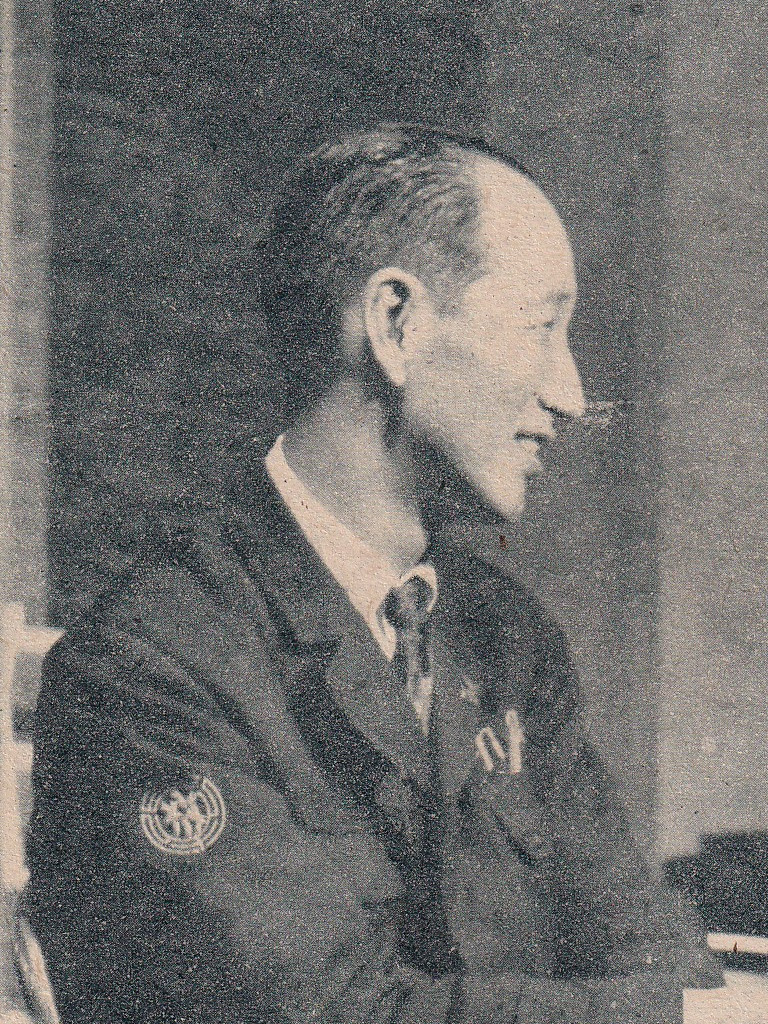
藤倉修一／1月11日没

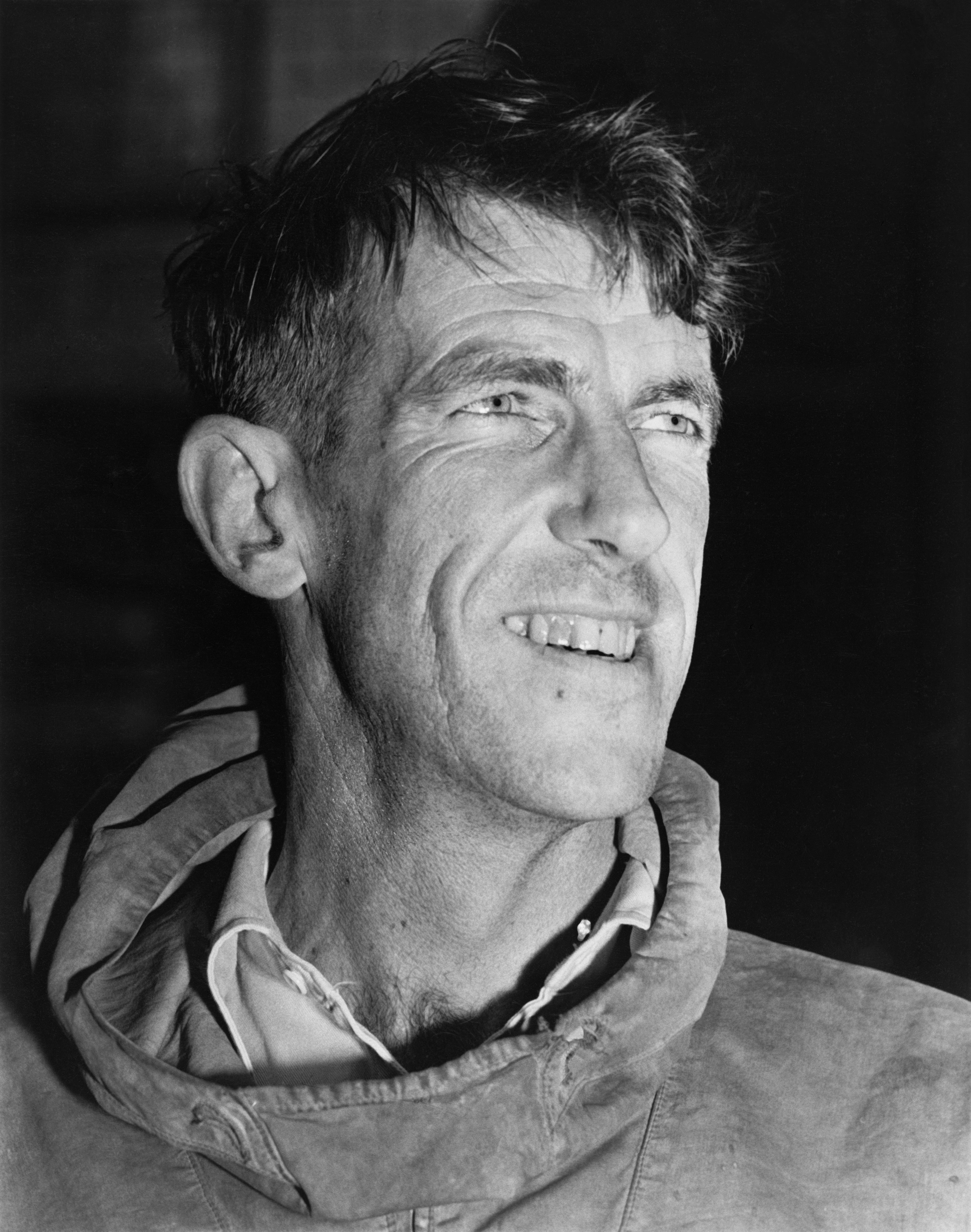
エドモンド・ヒラリー／1月11日没

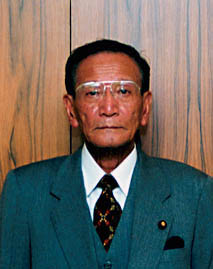
牧野隆守／1月11日没

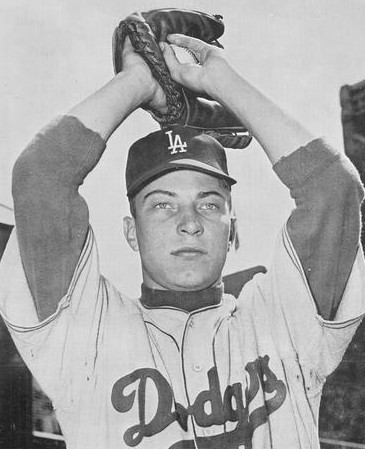
ジョニー・ポドレス／1月13日没

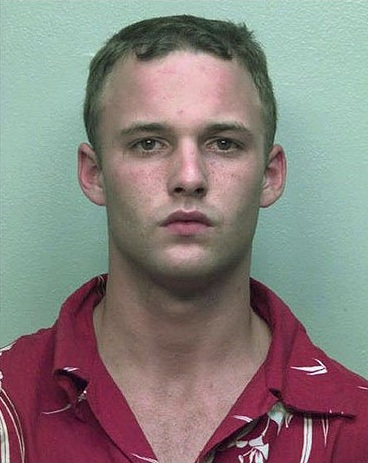
ブラッド・レンフロ／1月15日没

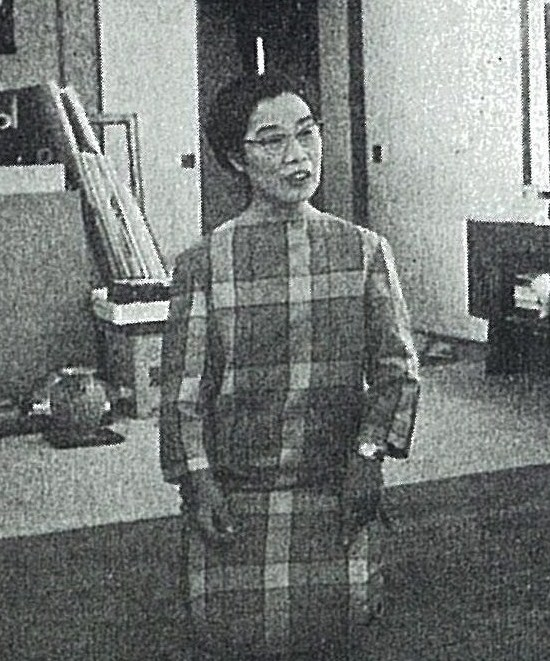
片岡球子／1月16日没

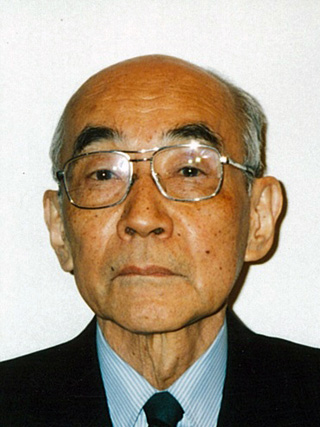
斎藤眞／1月16日没

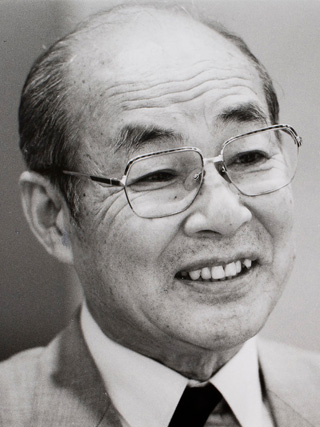
岡田善雄／1月16日没

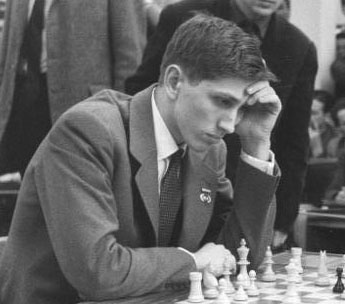
ボビー・フィッシャー／1月17日没

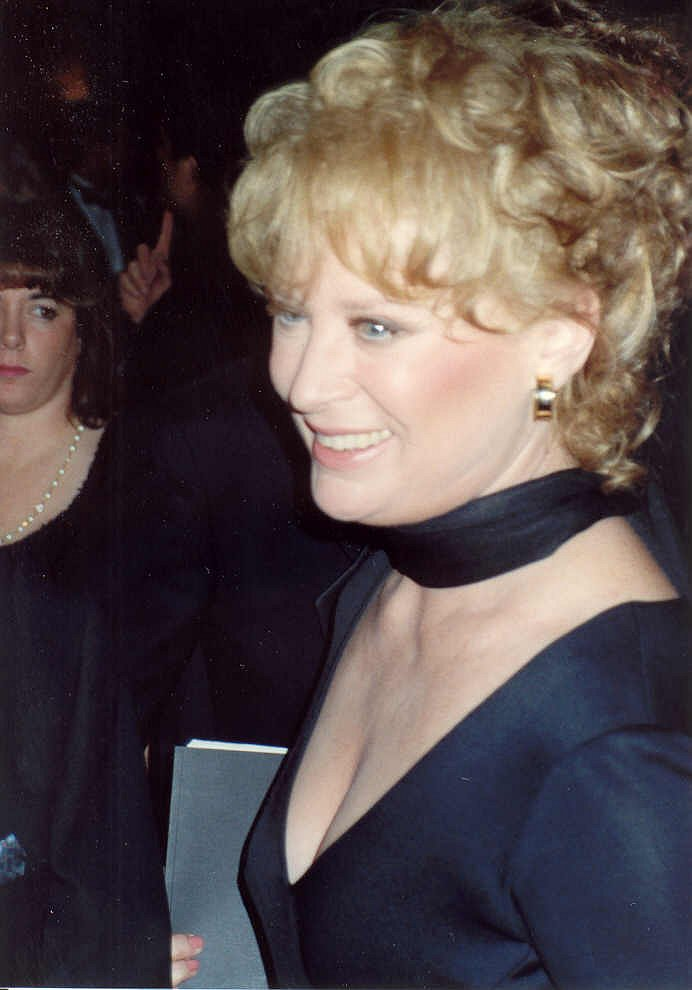
ロイス・ネットルトン／1月18日没

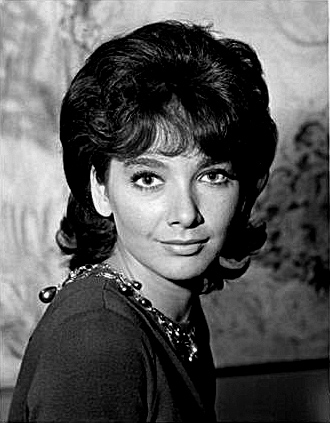
スザンヌ・プレシェット／1月19日没

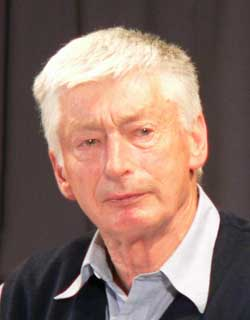
クロード・ピロン／1月22日没

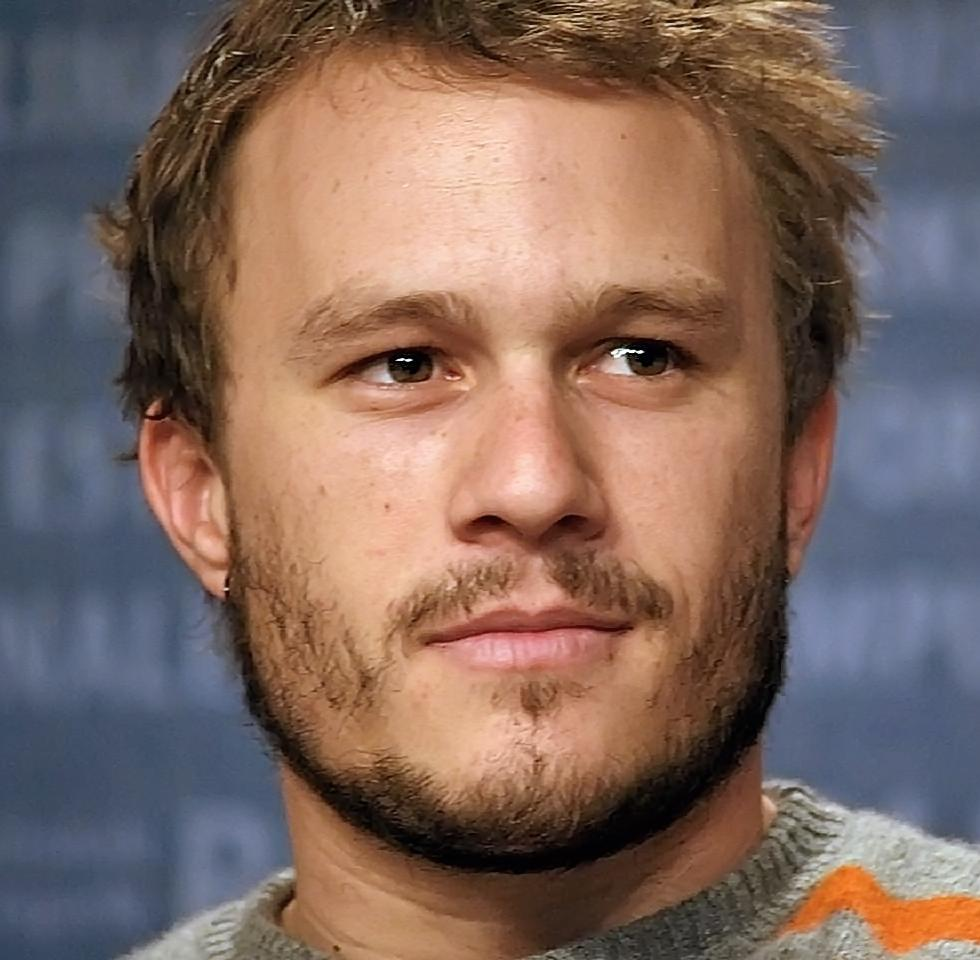
ヒース・レジャー／1月22日没

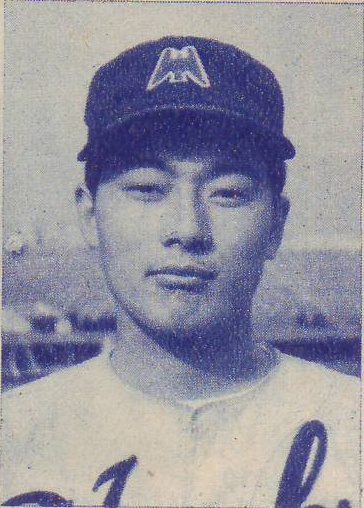
田沢芳夫／1月25日没

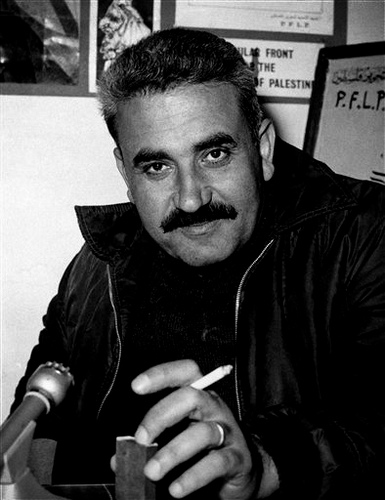
ジョージ・ハバシュ／1月26日没

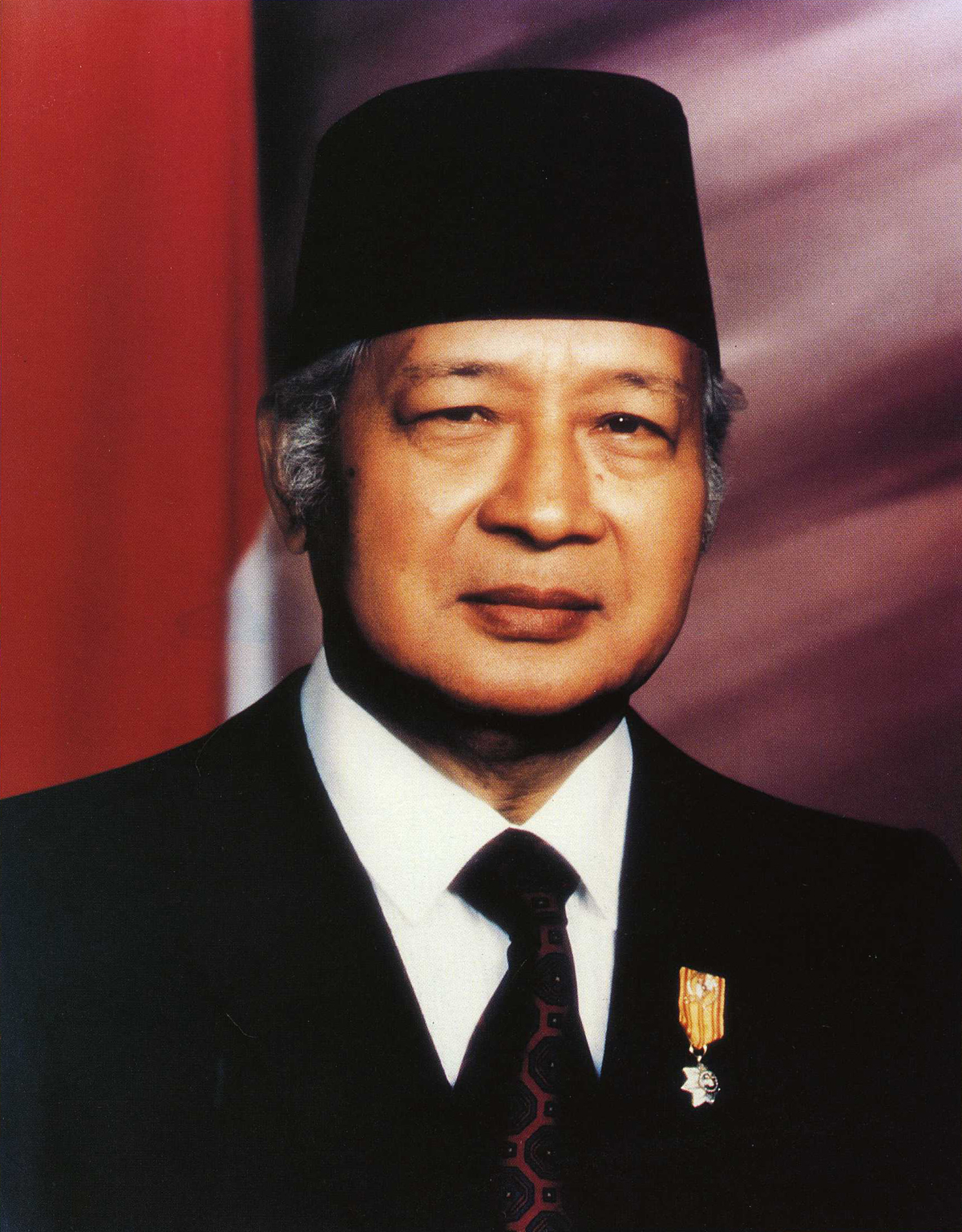
スハルト／1月27日没

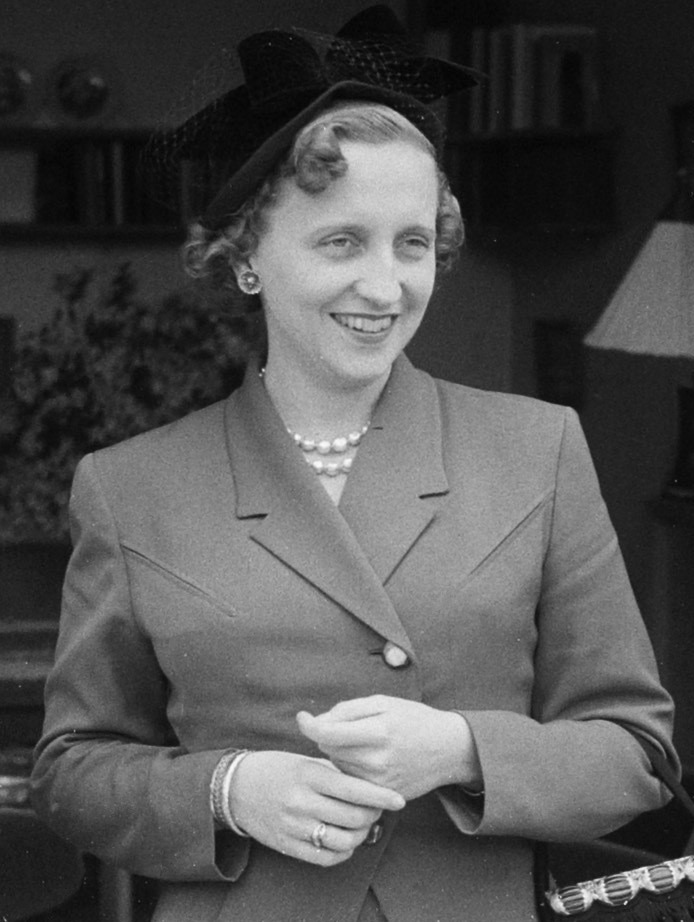
マーガレット・トルーマン／1月29日没

## （1日 - 15日）
- 1月1日 - 白井永二、神社本庁元総長（* 1915年）[1]
- 1月1日 - 山路勝之、鹿児島大学名誉教授（* 1919年）[要出典]
- 1月1日 - プラタップ・チャンドラ・チャンダー、インド連邦共和国の政治家（* 1919年）
- 1月1日 - ハラルト・ダイルマン（Harald Deilmann）、ドイツの建築家（* 1920年）
- 1月1日 - ビル・ボナンノ、元マフィアメンバー、ジョゼフ・ボナンノの息子（* 1932年）
- 1月1日 - ピーター・キャフリー（Peter Caffrey）、アイルランドの俳優（* 1949年）
- 1月1日 - ルーカス・サング、ケニアの陸上競技選手（* 1961年）
- 1月2日 - ガラヤニ・ワッタナー、タイ国王ラーマ9世の姉（* 1923年）
- 1月2日 - ジョージ・マクドナルド・フレーザー（George MacDonald Fraser）、イギリスの小説家（* 1925年）
- 1月2日 - 五條詠昇、日本舞踊家（* 1923年）
- 1月2日 - 小野満、ジャズミュージシャン（* 1929年）[2]
- 1月2日 - 佐藤淳一、北海道古宇郡泊村村長（* 1940年）
- 1月3日 - ミルト・ダンネル（Milt Dunnell）、カナダのスポーツ記者（* 1905年）
- 1月3日 - アンリ・ショパン、フランスの音響詩人（* 1922年）
- 1月3日 - 水野睦郎、東京薬科大学元理事長（* 1930年）
- 1月3日 - ジミー・スチュアート（英語版）、大英帝国のカーレース選手（* 1931年）
- 1月3日 - リサンドロ・オテロ（Lisandro Otero）、キューバの作家（* 1932年）
- 1月3日 - 小針美雄、元福島民報社社長、小針暦二・元福島交通会長の長男（* 1946年）
- 1月3日 - アレクサンドル・アブドゥロフ（Aleksandr Abdulov）、ロシア連邦の俳優（* 1953年）
- 1月3日 - 崔堯三、大韓民国のプロボクサー、元WBC世界ライトフライ級王者（* 1972年）
- 1月4日 - 吉野平八郎、東武百貨店元社長（* 1912年）
- 1月4日 - 北山六郎、日本弁護士連合会元会長（* 1922年）
- 1月4日 - 田村秀昭、元参議院議員、国民新党副代表（* 1932年）
- 1月4日 - 谷公市（wikidata）、アマチュアレスリング元選手、ミュンヘンオリンピック日本代表（* 1948年）
- 1月4日 - 山本琢也、テレビ熊本アナウンサー（* 1968年）
- 1月4日 - キース・バクスター（Keith Baxter）、イギリスのロックドラマー（* 1971年）
- 1月5日 - 宮崎奕保、曹洞宗大本山永平寺貫首（* 1901年）
- 1月5日 - 丹羽春夫、日本ボクシングコミッション元コミッショナー（* 1909年）
- 1月5日 - 岡部巍、京都女子大学名誉教授（* 1920年）
- 1月5日 - 福森湘、指揮者（* 1926年）
- 1月5日 - レイモン・フォルニ（Raymond Forni）、フランス共和国の政治家（* 1941年）
- 1月6日 - 佐藤長、京都大学名誉教授、チベット史学者（* 1914年）
- 1月6日 - 桑原章吾、生物学者（* 1921年）
- 1月6日 - 田辺忠幸、共同通信社元将棋担当記者（* 1931年）
- 1月6日 - 松本理恵、作詞家・シンガーソングライター（* 1980年）
- 1月7日 - 宇野精一、東京大学名誉教授、元国語審議会委員（* 1910年）
- 1月7日 - デートレフ・クラウス（Detlef Kraus）、ピアニスト（* 1919年）
- 1月7日 - ラファエロ・デ・バンフィールド（Raffaello de Banfield）、作曲家（* 1922年）
- 1月7日 - ジャン＝クロード・ヴリナ（Jean-Claude Vrinat）、レストラン『タイユヴァン』オーナー（* 1936年）
- 1月7日 - ハンス・モンデルマン（Hans Monderman）、交通工学者（* 1945年）
- 1月8日 - ジョージ・ムーア（George T. D. Moore）、オーストラリアの騎手（* 1923年）
- 1月8日 - クライド・オーティス、アメリカ合衆国の作詞家、プロデューサー（* 1924年）
- 1月8日 - ジム・ドーリー（Jim Dooley）、アメリカ合衆国のプロフェッショナルフットボールヘッドコーチ（* 1930年）
- 1月8日 - モシェ・レヴィ（Moshe Levi）、元イスラエル国防軍参謀総長（* 1936年）
- 1月9日 - 高杉一郎、作家、翻訳家（* 1908年）
- 1月9日 - 住吉弘人、コスモ石油元社長（* 1922年）
- 1月9日 - 月本裕、作家、雑誌編集者（* 1960年）
- 1月10日 - アンドレス・エネストローサ（Andrés Henestrosa）、メキシコの作家、政治家（* 1906年）
- 1月10日 - マイラ・ヌルミ（Maila Nurmi）、アメリカ合衆国の女優・司会者（* 1921年）
- 1月10日 - 長沢勝俊、作曲家（* 1923年）
- 1月10日 - 広田達衛、武蔵工業大学（現東京都市大学）名誉教授（* 1934年）
- 1月10日 - クリストファー・ボウマン、アメリカ合衆国のフィギュアスケート元選手（* 1967年）
- 1月11日 - 藤倉修一、日本放送協会元アナウンサー（* 1914年）
- 1月11日 - エドモンド・ヒラリー、登山家、エベレスト初登頂者（* 1919年）
- 1月11日 - ピート・カンドリ（Pete Candoli）、ジャズトランペッター（* 1923年）
- 1月11日 - 牧野隆守、自由民主党の元代議士、元労働大臣（* 1926年）
- 1月11日 - 長倉久子、南山大学名誉教授（* 1940年）
- 1月11日 - 小野修一、将棋棋士八段（* 1958年）
- 1月12日 - 鈴木清三、桐朋学園大学名誉教授、オーボエ奏者、新日本フィルハーモニー交響楽団名誉首席奏者（* 1922年）
- 1月12日 - アンヘル・ゴンサレス（Ángel González）、詩人（* 1925年）
- 1月12日 - 関道子、北海道大学大学院教授（* 1947年）
- 1月13日 - 福中都生子、詩人（* 1926年）
- 1月13日 - ジョニー・ポドレス、元ブルックリン・ドジャースの投手、ワールドシリーズMVP第一号（* 1932年）
- 1月13日 - セルゲイ・ラリン（Sergejus Larinas）、リトアニアのテノール歌手（* 1956年）
- 1月14日 - 奈良和麿、青森放送株式会社相談役（* 1932年）
- 1月14日 - ジューダ・フォークマン（Judah Folkman）、細胞学者（* 1933年）
- 1月14日 - ドン・カードウェル（Don Cardwell）、アメリカ合衆国の投手（* 1935年）
- 1月14日 - トミー・リンビー（Tommy Limby）、クロスカントリースキー元世界チャンピオン（* 1947年）
- 1月15日 - 田口鋹雄、元日本中央競馬会理事（* 1926年）
- 1月15日 - 青山五郎、青山商事創業者、会長（* 1930年）
- 1月15日 - 岡崎晴彦、アパレルメーカーファミリア会長（* 1941年）
- 1月15日 - マーク・ヘイグ＝ハッチンソン（Mark Haigh-Hutchinson）、ゲームクリエイター（* 1964年）
- 1月15日 - ジェイソン・マクリンタイア（Jason MacIntyre）、スコットランドのサイクルレーサー（* 1973年）
- 1月15日 - ブラッド・レンフロ、アメリカ合衆国の俳優（* 1982年）

## （16日 - 31日）
- 1月16日 - 片岡球子、日本画家（* 1905年）
- 1月16日 - フランク・正三・馬場、元GHQ民間情報教育局員（* 1915年）
- 1月16日 - ピエール・ランベール（Pierre Lambert）、トロツキスト指導者（* 1920年）
- 1月16日 - 斎藤眞、政治学者（* 1921年）
- 1月16日 - ホネ・トゥファレ（Hone Tuwhare）、マオリの詩人（* 1922年）
- 1月16日 - 杉浦喬也、第10代日本国有鉄道総裁、初代国鉄清算事業団理事長、元全日空会長（* 1925年）
- 1月16日 - ニコラ・クリュセフ（Nikola Kljusev）、マケドニア共和国の政治家（* 1927年）
- 1月16日 - 岡田善雄、大阪大学名誉教授、細胞工学者（* 1928年）
- 1月16日 - 吉田文吾、文楽師（* 1934年）
- 1月16日 - ホルヘ・デ・バグラチオン（Jorge de Bagration）、スペインのレーサー（* 1944年）
- 1月17日 - マドレーヌ・ミヨー（Madeleine Milhaud）、フランスの女優、ダリウス・ミヨーの妻（* 1902年）
- 1月17日 - 新川柳作、実業家、ACE創業者（* 1915年）
- 1月17日 - 林義一、大映スターズ元投手、元国鉄スワローズ監督（* 1920年）
- 1月17日 - ジョン・マクヘイル（John McHale）、アメリカ合衆国の一塁手、ゼネラルマネージャー（* 1921年）
- 1月17日 - 黒田達也、詩人（* 1924年）
- 1月17日 - 鳥海尽三、脚本家（* 1929年）
- 1月17日 - エドワード・D・ホック、推理作家（* 1930年）
- 1月17日 - ボビー・フィッシャー、チェスプレーヤー、元チェス世界チャンピオン（* 1943年）
- 1月17日 - カルロス（Carlos）、歌手（* 1943年）
- 1月17日 - 中山万里、写真家（* 1970年）
- 1月18日 - ウーゴ・ピッロ（Ugo Pirro）、イタリアの脚本家（* 1920年）
- 1月18日 - ピエール・ミランダ・フェラーロ（Pier Miranda Ferraro）、イタリア共和国のオペラ歌手（* 1924年）
- 1月18日 - フランク・レヴィン（Frank Lewin）、作曲家、音楽理論家（* 1925年）
- 1月18日 - ロイス・ネットルトン、女優（* 1927年）
- 1月18日 - 甲谷知勝、トピー工業株式会社元社長（* 1931年）
- 1月18日 - 南里征典、小説家（* 1939年）
- 1月18日 - 夏目高男、元外交官《元バーレーン国駐在大使》（* 1944年）
- 1月19日 - フランシス・ルーウィン（Frances Lewine）、AP通信記者（* 1921年）
- 1月19日 - 岩熊昭三、元日本バイリーン社長、元日本不織布協会会長（* 1928年）
- 1月19日 - スザンヌ・プレシェット、アメリカ合衆国の女優（* 1937年）
- 1月19日 - ジョン・ステュアート（John Stewart）、ミュージシャン、元ザ・キングストン・トリオメンバー（* 1939年）
- 1月19日 - 雑賀忠夫、オリックス・バファローズ球団社長（* 1945年）
- 1月19日 - 河林満、作家（* 1950年）
- 1月20日 - トミー・マックォーター（Tommy McQuater）、スコットランドのジャズトランペッター（* 1914年）
- 1月20日 - 木村達二、成蹊大学名誉教授（* 1916年）
- 1月20日 - タリヴァルディス・ケニンス（Talivaldis Kenins）、ラトヴィア生まれのカナダの作曲家（* 1919年）
- 1月20日 - デュリオ・ロイ（Duilio Loi）、元プロボクサー、元スーパーライト級世界王者（* 1929年）
- 1月20日 - アンディ・パラシオ（Andy Palacio）、ベリーズのミュージシャン（* 1960年）
- 1月21日 - 濱本萬三、元労働大臣、参議院議員（* 1920年）
- 1月21日 - 牧力夫、元アタカ工業社長（* 1922年）
- 1月21日 - 加藤義行、テレビ大阪株式会社元社長（* 1927年）
- 1月21日 - 村木良彦、メディアプロデューサー、放送倫理検証委員会委員（* 1935年）
- 1月21日 - 横井明、元トヨタ自動車副社長（* 1935年）
- 1月21日 - 加藤博一、元横浜大洋ホエールズ外野手、解説者（* 1951年）
- 1月22日 - 江藤俊哉、ヴァイオリニスト（* 1927年）
- 1月22日 - ステファン・ニクレスク（Stefan Niculescu）、 ルーマニアの作曲家（* 1927年）
- 1月22日 - クロード・ピロン、言語学者、心理学者（* 1931年）
- 1月22日 - バーナード・ボストン（Bernie Boston）、アメリカ合衆国の報道写真家（* 1934年）
- 1月22日 - ランス・クレモンズ（Lance Clemons）、アメリカ合衆国の投手（* 1947年）
- 1月22日 - 天野秀雄、日本肝臓病患者団体協議会常任幹事（* 1948年）
- 1月22日 - アンデルス・オロフソン、スウェーデンのレーシングドライバー（* 1952年）[3]
- 1月22日 - ヒース・レジャー、オーストラリアの俳優（* 1979年）
- 1月23日 - 相原秀二、原爆記録制作者（* 1909年?）
- 1月24日 - 金子孫六、刀匠（* 1924年）
- 1月25日 - イーヴリン・バルビローリ（Evelyn Barbirolli）、イギリスのオーボエ奏者、ジョン・バルビローリの妻（* 1911年）
- 1月25日 - 田沢芳夫[4]、元南海ホークス投手（* 1936年）
- 1月25日 - クリストファー・オールポート（Christopher Allport）、アメリカ合衆国の俳優（* 1947年）
- 1月25日 - 吉本宗泰、滝川二高野球部監督（* 1926年）
- 1月26日 - ジョージ・ハバシュ、パレスチナ解放人民戦線の指導者（* 1926年）
- 1月26日 - 蓑田勝亮、日本水産株式会社元社長（* 1926年）
- 1月26日 - イーゴリ・ドミートリエフ（Igor Dmitriev）、ロシアの俳優（* 1927年）
- 1月26日 - 大場正男、版画家（* 1928年）
- 1月26日 - クリスチャン・ブランド（Christian Brando）、アメリカ合衆国の俳優、マーロン・ブランドの息子（* 1958年）
- 1月27日 - ゴードン・B・ヒンクレー（Gordon B. Hinckley）、末日聖徒イエス・キリスト教会の大管長（* 1910年）
- 1月27日 - 服部榮三、東北大学名誉教授（* 1920年）
- 1月27日 - スハルト、インドネシア第2代大統領（* 1921年）
- 1月27日 - 百瀬博教、詩人、格闘技プロデューサー（* 1940年）
- 1月27日 - 今宮エビス、漫才師（* 1942年）
- 1月28日 - ベングト・リンドストローム（Bengt Lindström）、芸術家（* 1925年）
- 1月28日 - 田村勝夫、編集者、サイマル出版会創業者（* 1929年）
- 1月28日 - 西川正雄、東京大学名誉教授、西洋史学者（* 1933年）
- 1月28日 - フリストドゥロス（Archbishop Christodoulos of Athens） - ギリシャ正教会アテネ大主教（* 1939年）
- 1月29日 - マーガレット・トルーマン、作家、ハリー・S・トルーマンの娘（* 1924年）
- 1月29日 - 高岩仁、映画監督（* 1935年）
- 1月29日 - ホゥベンス・ゲルシマン（Rubens Gerchman）、ブラジルの芸術家（* 1942年）
- 1月29日 - フィリップ・コルサン（Philippe Khorsand）、俳優（* 1948年）
- 1月29日 - SORA（とむ&じぇりー）、ミュージシャン（* 1950年）
- 1月30日 - 岡野良定、三菱自動車工業株式会社元会長（* 1916年）
- 1月31日 - 山中宏、明治生命保険相互会社元社長（* 1913年）
- 1月31日 - フランティシェク・チャペック、チェコのカヌー選手（* 1914年）
- 1月31日 - 大津鎭雄、洋画家（* 1920年）
- 1月31日 - 山下勇三、グラフィックデザイナー（* 1936年）
- 1月31日 - ヴェロニカ・バイヤー（Veronika Bayer）、ドイツの女優（* 1940年）